# パウダーリバー郡 (モンタナ州)
パウダーリバー郡（英: Powder River County）は、アメリカ合衆国モンタナ州の南東部に位置する郡である。2010年国勢調査での人口は1,743人であり、2000年の1,858人から6.2％減少した。郡庁所在地はブローダス（人口468人）であり、同郡で人口最大の自治体でもある。

## 地理
アメリカ合衆国国勢調査局に拠れば、郡域全面積は3,298平方マイル (8,542 km2)であり、このうち陸地は3,297平方マイル (8,540 km2)、水域は1平方マイル (2 km2)で水域率は0.02％である。

### 主要高規格道路
- アメリカ国道212号線
- モンタナ州道59号線

### 隣接する郡
- ビッグホーン郡 - 西
- ローズバッド郡 - 西
- カスター郡 - 北
- カーター郡 - 東
- クルック郡 (ワイオミング州) - 南東
- キャンベル郡 (ワイオミング州) - 南
- シェリダン郡 (ワイオミング州) - 南西

### 国立保護地域
- カスター国立の森（部分）

## 人口動態
以下は2000年の国勢調査による人口統計データである。
| 基礎データ - 人口: 1,858人 - 世帯数: 737 世帯 - 家族数: 524 家族 - 人口密度: 0人/km2（0人/mi2） - 住居数: 1,007軒 - 住居密度: 0軒/km2（0軒/mi2） 人種別人口構成 - 白人: 97.42% - ネイティブ・アメリカン: 1.78% - アジア人: 0.11% - その他の人種: 0.22% - 混血: 0.48% - ヒスパニック・ラテン系: 0.59% 先祖による構成 - ドイツ系：33.2％ - イギリス系：13.8％ - アイルランド系：10.7％ - ノルウェー系：5.9％ 年齢別人口構成 - 18歳未満: 26.6% - 18-24歳: 4.8% - 25-44歳: 23.3% - 45-64歳: 26.8% - 65歳以上: 18.5% - 年齢の中央値: 42歳 - 性比（女性100人あたり男性の人口） - 総人口: 97.2 - 18歳以上: 95.4 | 世帯と家族（対世帯数） - 18歳未満の子供がいる: 30.7% - 結婚・同居している夫婦: 64.9% - 未婚・離婚・死別女性が世帯主: 4.1% - 非家族世帯: 28.8% - 単身世帯: 24.8% - 65歳以上の老人1人暮らし: 9.9% - 平均構成人数 - 世帯: 2.48人 - 家族: 2.99人 収入と家計 - 収入の中央値 - 世帯: 28,398米ドル - 家族: 34,671米ドル - 性別 - 男性: 23,971米ドル - 女性: 17,411米ドル - 人口1人あたり収入: 15,351米ドル - 貧困線以下 - 対人口: 12.9% - 対家族数: 9.9% - 18歳未満: 12.7% - 65歳以上: 16.3% |

## 都市と町

### 町
- ブローダス - 郡庁所在地

### その他の町
- ベルクリーク
- ビドル
- オリーブ
- オッター
- パウダービル
- ソネット